# Уитакер, Джозеф (орнитолог)
'
Джозеф Уитакер' (1850—1936) — британский орнитолог, который провёл бо́льшую часть жизни на Сицилии. Увлекался также археологией и спортом.
Происходил из состоятельного британского семейства, которое стояло у истоков марсальского виноделия. Занимался исследованием птиц Туниса, среди прочих описал вид Rhodopechys alienus. Участвовал в создании футбольного клуба «Палермо».
Женился на Тине Скалья (1858—1957), дочери генерала армии Гарибальди. У них родились две дочери. Семейство обосновалось в Палермо на вилле Мальфитано, где их посещали знаменитости «прекрасной эпохи» в диапазоне от принца Уэльсского до императрицы Евгении. На склоне лет Тина рассказала о своём салоне в нескольких книгах мемуаров.
В 1891 году Уитакер стал членом Британского союза орнитологов. В Палермо он также состоял в Обществе по предотвращению жестокости по отношению к животным. В 1921 году опубликовал книгу о своих археологических изысканиях.